# Cacharí
Cacharí es una localidad argentina ubicada en el partido de Azul, provincia de Buenos Aires. Es junto con Chillar, la localidad más importante del partido detrás de la ciudad de Azul.

## Historia
En el año 1839 se citó en correspondencia al juez de paz un paraje llamado Cacharí, a 11 leguas desde Azul hacia el norte. En 1873, se realizó el trazado del ramal Las Flores hasta Azul por Ferrocarriles del Sud; dos años más tarde se construyó la Estación Cacharí, y el 8 de septiembre en 1876 se inauguró el mencionado tramo ferroviario. En 1880 don Juan Andrade comenzó la mensura de terrenos; habilitándose en 1886 la Escuela N.º 6.
El Gobierno Provincial autorizó el 2 de mayo de 1896 a don Mariano Falomir a fundar un pueblo a llamarse Cacharí. El 16 de septiembre de ese año se autoriza la mensura y trazado, indicando las fracciones destinadas al uso público.
Paulatinamente creció la población, se incorporaron servicios públicos, se afincaron organismos oficiales y nacieron las entidades de fomento, culturales, sociales y deportivas.

## Población
Cuenta con 2960 habitantes (Indec, 2010), lo que representa un leve descenso del 0,3% frente a los 2968 habitantes (Indec, 2001) del censo anterior.
| Gráfica de evolución demográfica de Cacharí entre 1960 y 2010 |
|                                                               |
| Fuentes: INDEC                                                |

## Atractivos turísticos
- Museo Histórico, Etnográfico y de Ciencias Cacharí.
- Parroquia Nuestra Señora de Luján y San Juan Bautista.[1]
- Plaza Manuel Belgrano.
- Plaza San Martín.
- Parque-Camping Municipal.
- Edificio de la Delegación y Matadero Municipal (obras del arquitecto Francisco Salamone).

## Parroquias de la Iglesia católica en Cacharí
| Diócesis  | Azul                                        |
| --------- | ------------------------------------------- |
| Parroquia | Nuestra Señora de Luján y San Juan Bautista |